# Gran Guerra Turca
La Gran Guerra Turca (en alemán: Der Große Türkenkrieg), también llamada Guerras de la Liga Santa (en turco: Kutsal İttifak Savaşları), es el nombre por el que se conocen los conflictos que enfrentaron al Imperio otomano y sus aliados los tártaros de Crimea, los cosacos de Zaporozhia y los Estados vasallos de Moldavia, Valaquia y Transilvania durante gran parte del siglo XVII contra la Liga Santa, compuesta por el Sacro Imperio Romano Germánico, la República de las Dos Naciones, la República de Venecia, el Reino de Hungría, el Imperio español y el Zarato ruso. Estas diferentes guerras, agrupadas bajo el nombre de Gran Guerra Turca, se debieron al restablecimiento del poder otomano y significan el último intento de los turcos de extenderse por Europa. Se pueden diferenciar dos fases: en la primera (desde 1645 hasta 1683) los otomanos y sus aliados atacan sucesivamente y por separado a los Estados cristianos. En la segunda fase (1684-1699) los reinos cristianos se unen formado la Liga Santa. Finalmente las conquistas de la Liga Santa obligaron a los otomanos a firmar el Tratado de Karlowitz que marca el inicio del repliegue. La guerra fue una derrota para el Imperio otomano, que por primera vez perdió territorios sustanciales en Hungría y en la Mancomunidad de Polonia-Lituania, así como en parte de los Balcanes occidentales. La guerra también fue de importancia por ser la primera instancia en la que Rusia se unió a una alianza con Europa occidental.
Los franceses no se unieron a la Liga Santa, ya que Francia había acordado revivir una alianza franco-otomana informal en 1673, a cambio de que Luis XIV fuera reconocido como protector de los católicos en los dominios otomanos. Inicialmente, Luis XIV aprovechó el inicio de la guerra para ampliar las fronteras orientales de Francia en la Guerra de las Reuniones, capturando Luxemburgo y Estrasburgo en la Tregua de Ratisbona. Sin embargo, a medida que la Santa Liga avanzaba contra el Imperio otomano, capturando Belgrado en 1688, los franceses comenzaron a preocuparse de que sus rivales Habsburgo se volvieran demasiado poderosos y terminaran volviéndose contra Francia. La Revolución Gloriosa en Inglaterra era también motivo de preocupación para los franceses, ya que nobles ingleses invitaron a Guillermo III de Orange-Nassau a tomar el control de Inglaterra como rey en la carta de invitación a Guillermo. Por lo tanto, los franceses sitiaron Philippsburg el 27 de septiembre de 1688, rompiendo la tregua y desencadenando la independiente Guerra de los Nueve Años, que dio descanso a los turcos.
Como resultado, el avance de la Liga Santa se estancó, lo que permitió a los otomanos recuperar Belgrado en 1690. La guerra entonces cayó en un punto muerto, y la paz se concluyó en 1699, tras comenzar después de la Batalla de Zenta en 1697, cuando un intento otomano de recuperar sus posesiones perdidas en Hungría fue aplastado por la Liga Santa.
La guerra se superpuso en gran medida con la Guerra de los Nueve Años (1688-1697), que atrajo la atención casi completa de los Habsburgo mientras estuvo activa. En 1695, por ejemplo, los estados del Sacro Imperio Romano Germánico tenían 280 000 tropas en el campo, además de otras 156 000 que Inglaterra, la República neerlandesa y España contribuyeron específicamente al conflicto contra Francia. De esos 280 000, apenas 74 000, alrededor de una cuarta parte, estaban posicionados contra los turcos, mientras que el resto luchaba contra Francia. En general, de 1683 a 1699, los Estados Imperiales tenían un promedio de 88 100 hombres luchando contra los turcos, mientras que de 1688 a 1697, tenían un promedio de 127 410 hombres luchando contra los franceses.

## Recuperación del poderío otomano
A principios del siglo XVII, el Imperio otomano había perdido la combatividad del siglo anterior debido a las repetidas rebeliones. Mustafá I es depuesto por Osmán II, joven enérgico que es consciente de que el Estado necesita reformas urgentes, pero cuando quiere reorganizar a los jenízaros provoca una rebelión, es hecho prisionero y estrangulado en mayo de 1622. Mustafá I vuelve al poder, pero fallece en 1623.
Su sucesor es Murad IV que solo tiene 12 años, lo que agrava la anarquía. Los Grandes Visires no tienen autoridad, las tropas se rebelan, en Anatolia empieza una guerra civil y el Imperio safávida invade Mesopotamia y entra en Bagdad. En 1632, el sultán se hace cargo personalmente del gobierno, reprime las rebeliones, impone su voluntad al ejército y derrota a los safávidas recuperando Tabriz y Bagdad. Murad IV muere en 1640; su sucesor fue Ibrahim I, un loco cruel y libertino que antes de ser asesinado en 1648 puso en peligro toda la obra de su antecesor.
Le sucede Mehmed IV con quien la anarquía llega a su punto máximo. Sin embargo, la ascensión en 1665 a Gran Visir de Mehmed Köprülü hizo recobrar al Imperio otomano su vigor, y terminó con las revueltas de cipayos y jenízaros, doblegando a los gobernadores provinciales levantiscos.
Tanto durante su gobierno como en el de su hijo, Fazil Ahmed, el Imperio otomano recupera su combatividad volviendo a intentar expandirse por suelo europeo.

## Guerra de Candía
La Guerra de Candía dio comienzo en 1645 debido al apresamiento de un barco turco por una nave maltesa que fue a refugiarse a Candía, que se encontraba en poder veneciano. Mehmed IV declaró entonces la guerra a la República de Venecia.
El 30 de abril de 1645 la armada otomana, compuesta por 50 000 hombres y que estaba al mando de Yussuf Bajá, sale con dirección a Canea a la que ponen sitio el 25 de junio. La ciudad, que no estaba preparada para un asedio, claudica tras cincuenta días de asedio.
Al año siguiente los otomanos toman la ciudad de Rétino tras un sitio de cuarenta días. Después se puso bajo asedio la ciudad de Candía.

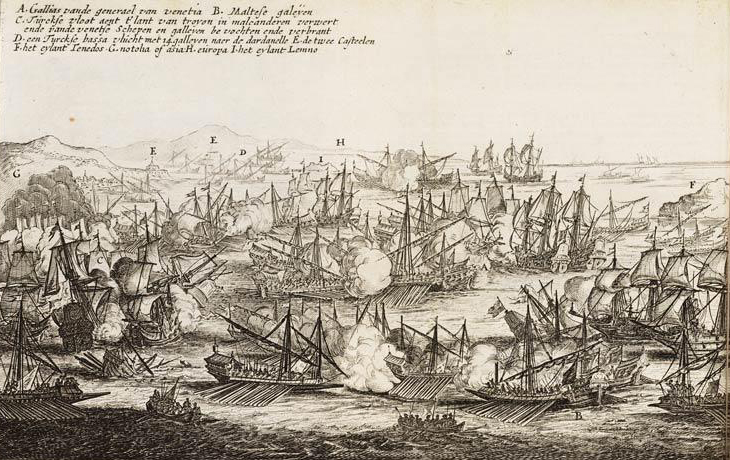
Batalla naval de los Dardanelos, obra de Pieter Casteleyn.

En 1647 un ejército otomano de 20 000 hombres al mando de Ali-Bey atacó a los venecianos en Dalmacia, pero esta expedición supuso un fracaso.
En 1649 una flota veneciana vence en la batalla de Focea a una armada otomana que se dirigía hacía Candía para reforzar a las tropas sitiadoras. Estas tropas otomanas se sublevaron y paralizaron las operaciones de sitio reclamando que se les enviasen zapadores y provisiones. La rebelión duró dos meses hasta el 30 de agosto de 1649.
La escuadra veneciana decidió bloquear el paso de los Dardanelos para evitar la llegada de refuerzos.
El 13 de mayo de 1653 la victoria de una escuadra otomana del kapudan-bajá Murad sobre la escuadra veneciana en la batalla naval de Paros hace que los otomanos puedan romper el bloqueo al que le sometían los venecianos. En el combate los otomanos perdieron 500 hombres pero los venecianos tuvieron 4000 bajas.
El 26 de junio de 1656 la flota veneciana venció en la Tercera batalla naval de los Dardanelos en la que los otomanos perdieron 70 navíos y 370 hombres. Ya con Mehmed Köprülü como Gran Visir la guerra continúa alternando éxitos otomanos (conquista de Tenedos y conquista de Lemnos) con victorias navales venecianas (batalla naval de Milo).
Fazil Ahmed sucedió a su padre en el cargo y logró la capitulación de Candía el 27 de febrero de 1669 tras veintiún años de asedio. Por el tratado de paz se permitió a todos los cristianos salir de la ciudad con lo que pudieran llevar consigo. Además, Venecia mantuvo la posesión de tres fortalezas (Gramvousa, Souda y Spinalonga) e islotes, los puertos naturales protegidos donde los venecianos podrían dejar buques durante su ruta hacia el este, y vieron compensada la pérdida de Creta por una expansión en Dalmacia, Makarska y la fortaleza de Klis.

## Guerra contra el Sacro Imperio

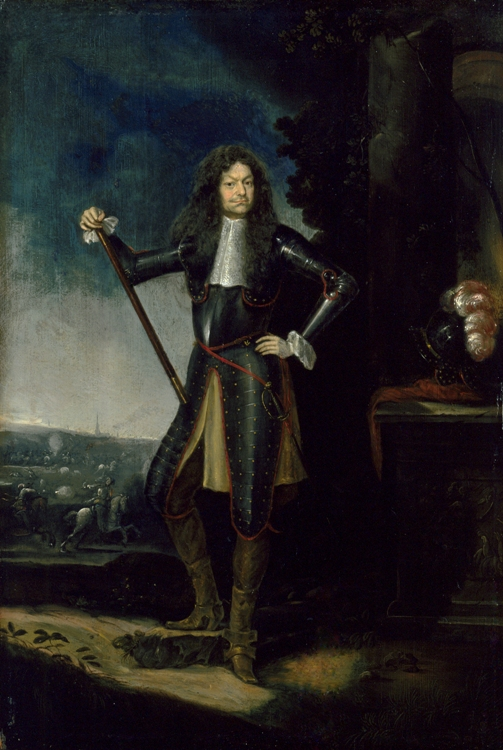
Raimondo Montecuccoli, obra de Elias Grießler.

La guerra comenzó cuando el Imperio Otomano declaró su intención de entregar el trono de Transilvania a Miguel Apafi I y que no iba permitir la intromisión de Leopoldo I de Habsburgo.
Al inicio del conflicto los otomanos vencieron en la batalla de Gran frente a un ejército austriaco dirigido por el Conde de Forgacs. El 28 de septiembre de 1663 tomó Neuhausel y poco después cayeron en manos otomanas Neutra, Novi Grad y Lewenz.
La guerra continuó más igualada en la campaña de 1644 hasta que el 1 de agosto Raimondo Montecuccoli logró la victoria en agosto en la batalla de San Gotardo. Pese a esta derrota, en la Paz de Vasvár se reconoció a Miguel Apafi I como Príncipe de Transilvania y se reconocieron las conquistas otomanas.

## Guerra Polaco-Turca

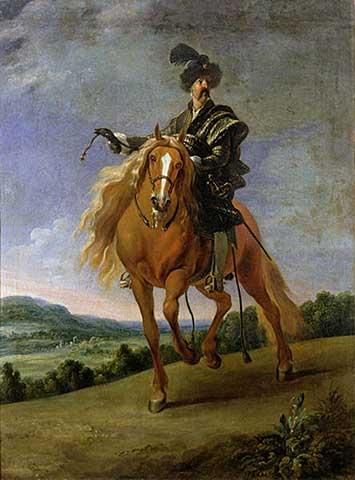
Juan III Sobieski, obra de Gonzales Coques.

La Guerra Polaco-Turca (1672-1676) dio comienzo cuando el Imperio Otomano se dirigió al norte para dar apoyo a los Cosacos de Zaporozhia dirigidos por Petro Doroshenko, que al no aceptar el Tratado de Andrusovo firmado entre la Mancomunidad Polaco-Lituana y el Zarato ruso, se habían sublevado contra Polonia.
En diciembre de 1671 el sultán Mehmed IV informó a la corte polaca de la soberanía turca sobre los cosacos y exigió la retirada del ejército de la Mancomunidad de Ucrania.
El ejército otomano obtuvo Kamianets-Podilskyi con facilidad y marchó hacia Leópolis. La ciudad se defendió desesperadamente pero la superioridad otomana era enorme y las victorias logradas por Sobieski contra los tártaros no ayudaron a aflojar el asedio. A causa de las disensiones internas, la Mancomunidad firmó el 18 de octubre de 1672 el tratado de Buczacz, en el que perdió Ucrania y Kamianets-Podilskyi y se comprometió al pago de un tributo al sultán.
El tratado no fue ratificado por el Parlamento polaco y los polacos volvieron a la guerra con Juan III Sobieski a la cabeza.
El 11 de noviembre de 1673 los turcos fueron derrotados por un ejército polaco muy inferior en número al mando de Juan Sobieski en la batalla de Chocim. Esta victoria dio el trono de Polonia a Juan III Sobieski.
En 1675 Juan III Sobieski venció a un ejército turco-tártaro en la batalla de Leópolis.
En octubre de 1676 rechaza otra invasión en la batalla de Zorawno Tras esta batalla los turcos firmaron la paz. Con la firma del Tratado de Zorawno (octubre de 1676) aceptaron devolver la Ucrania Polaca pero siguieron reteniendo Podolia.

## Guerra ruso-turca
En 1676 Doroshenko se apoderó de la ciudad de Chiguirín, capital de la Ucrania rusa. El zarato ruso envió un ejército que reconquistó la ciudad. Doroshenko se rindió a estas fuerzas y fue trasladado a Moscú.
Kara Mustafá sucedió a Fazil Ahmed en 1676.
Este Gran Visir lanzó sus tropas contra el zarato ruso. Su primer objetivo fue Chiguirín, hacia donde se dirigió Ibraham Bajá en 1678 con un gran ejército pero fue vencido por fuerzas ruso-cosacas en la batalla de Chiguirín, contando su ejército con 20 000 bajas y teniendo que levantar el asedio.
Al año siguiente otro ejército otomano, al mando de Kara Mustafá, puso sitio a la ciudad, que tuvo que ser abandonada e incendiada por la guarnición rusa.
En 1679 las fuerzas ruso-cosacas realizan incursiones en tierras otomanas destruyendo varias ciudades y obligando a sus habitantes a trasladarse a la margen oriental del río Dniéper que se encontraba en poder ruso.
La guerra siguió sin grandes progresos por ningún lado hasta que en enero de 1681, gracias a la mediación del Khan de los tártaros, se firmó una tregua de veinte años.

## Segundo sitio de Viena

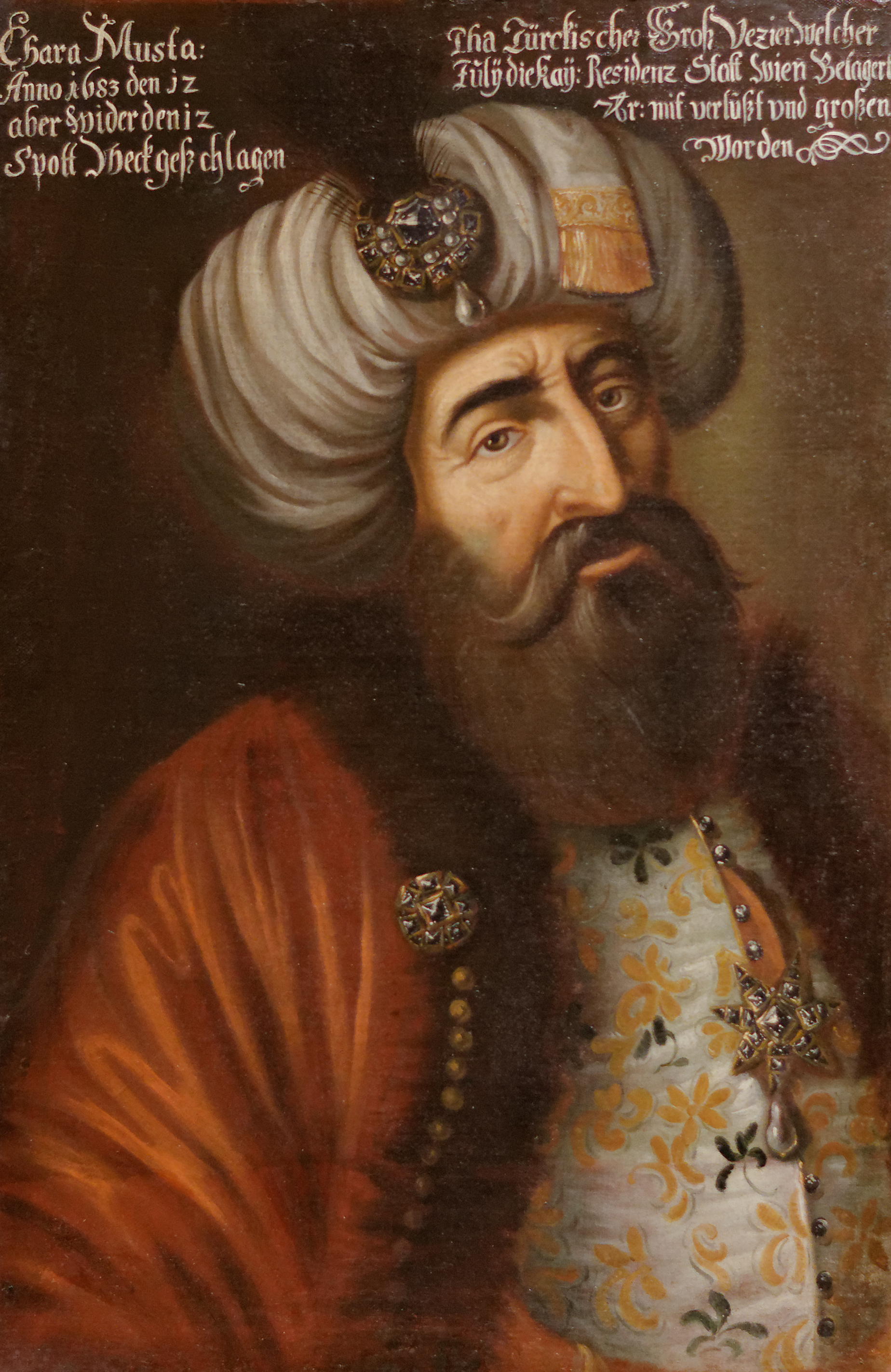
Kara Mustafá.

Unas incursiones de tropas imperiales por territorio de la Hungría Otomana dieron el pretexto a Kara Mustafá para proponer al sultán una expedición militar contra el Sacro imperio Romano Germánico.
En abril de 1683 el ejército otomano se puso en marcha. En Belgrado se unieron a él las tropas de los Estados vasallos de Valaquia, Transilvania y Moldavia, así como contingentes tártaros. El número de combatientes ascendía a 125 000 soldados.
El 25 de junio anunció su intención de atacar Viena y el 25 de julio el ejército otomano aparecía frente a las murallas de Viena. Las fuerzas del Sacro Imperio Romano Germánico se habían retirado a la orilla norte del río Danubio, dirigidas por Carlos V de Lorena, y la guarnición que había quedado en Viena estaba a las órdenes de Ernst Rüdiger von Starhemberg.

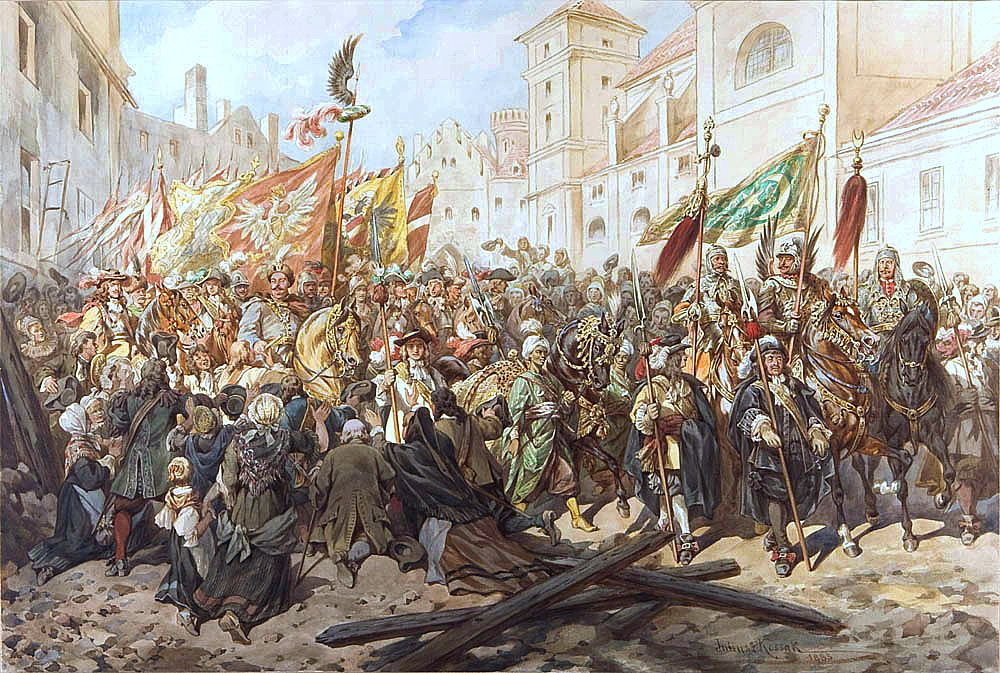
Juan III Sobieski entra en Viena, obra de Juliusz Kossak.

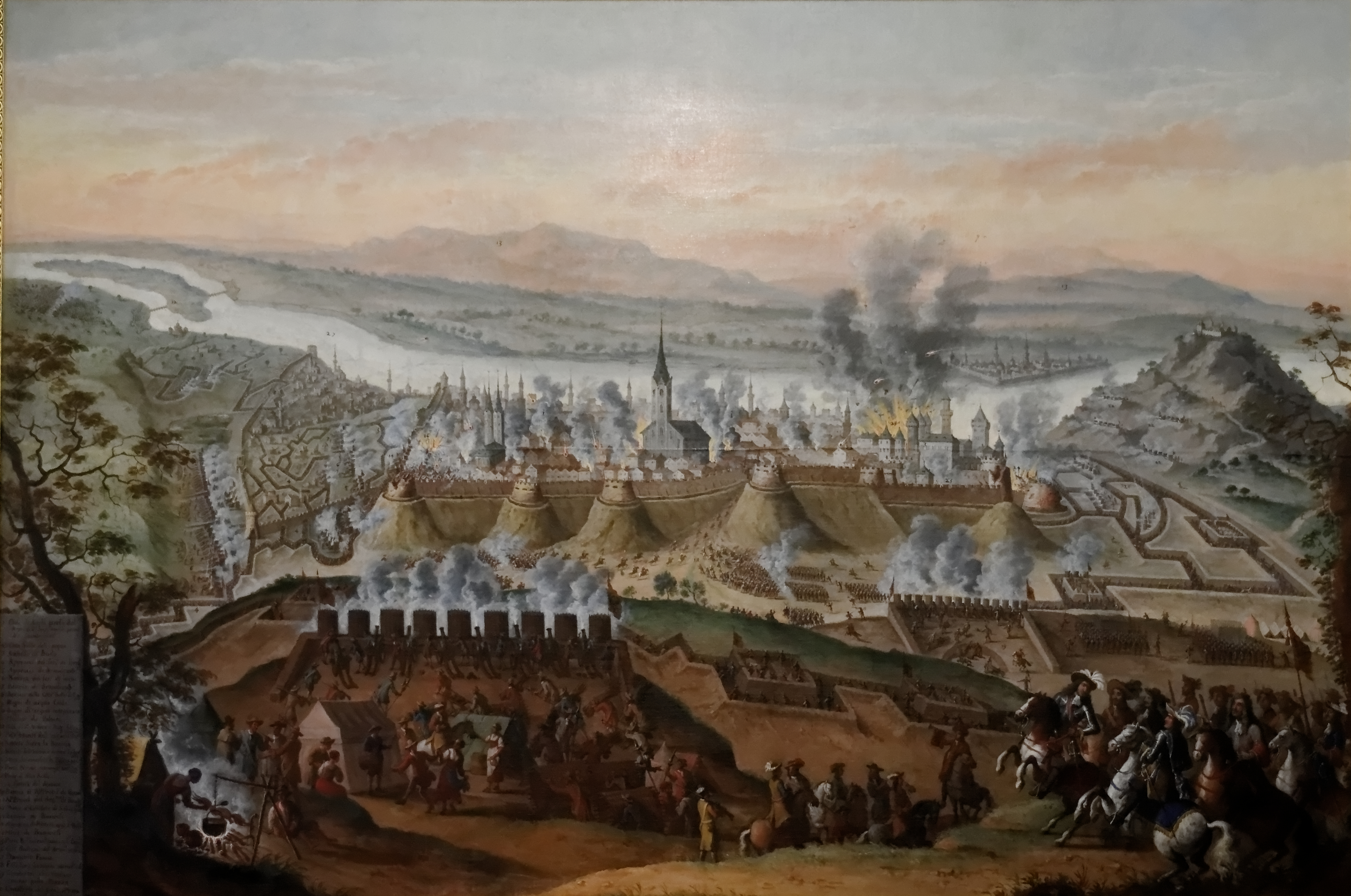
Asedio de Buda (1686), obra de Frans Geffels.

Leopoldo I de Habsburgo no tenía tropas para enfrentarse a los turcos pero gracias a la mediación del Papa Inocencio XI, casi todos los Estados del Imperio y de la Europa Central se unieron al Emperador. También lo hizo Polonia y hubo países europeos que no pudieron mandar tropas pero enviaron dinero. Entre estos últimos países estaban España, Portugal y los Estados italianos.
El ejército cristiano sumaba 85 000 soldados, de los que 30 000 eran polacos. y se puso a las órdenes de Juan III Sobieski.
El 12 de septiembre de 1683 las tropas cristianas vencieron en la batalla de Kahlenberg a las turcas liberando la ciudad de Viena.
Juan Sobieski persiguió a los otomanos en retirada, y el 6 de octubre de 1683 los ataca, siendo rechazado con muchas bajas. Dos días después vuelve a atacar a los otomanos en la batalla de Parkany, derrotándolos y obligándolos a retirarse del oeste de Hungría.
Tras la derrota, Kara Mustafá se replegó a Belgrado, donde los enviados del sultán le estrangularon.

## Guerra de la Liga Santa
En marzo de 1684 Austria, Venecia, Polonia, Toscana y Malta se unieron en una Liga Santa a la que se sumaría poco después Rusia. Los aliados esperaban que el Imperio Otomano, al ser atacado por varios puntos, no se encontrase en condiciones de defenderse.
En 1684 Carlos V de Lorena ataca Buda pero tanto la potente artillería defensiva que poseen los turcos como las enfermedades y escasez de suministros dificultan el asedio y al final debe ser abandonado.
Francesco Morosini, capitán general de los venecianos, tomó la isla de Santa Maura. Un mes después, un ejército veneciano hizo capitular al castillo de Préveza.
Juan III Sobieski no se atrevió a asediar Kamianets-Podilskyi, pero conquistó la fortaleza de Jaslowieck.
Aleksander Jan Jabłonowski venció a los turcos en el bosque de Bocovina el 9 de octubre de 1685. El 18 de agosto de 1685 fue tomado a los turcos Neuhausel.
Ese mismo año Venecia intenta invadir Bosnia pero termina en fracaso. Más éxito tuvieron las fuerzas venecianas en Morea. Aprovechando una revuelta antiotomana se apoderan entre 1685 y 1686 de Corone, Kalamata, Navarino, Modon y Nauplia.
El 3 de septiembre de 1686, la ciudad de Buda cae en poder austriaco. En las ofensivas que siguieron a continuación los austriacos se apoderaron de Pest, Debrecen y casi toda Hungría.
Mientras los austriacos tomaban Buda, Juan III Sobieski atacaba Moldavia y Valaquia
El 12 de agosto de 1687 Carlos de Lorena vence a los otomanos en la batalla de Berg Harsan, tras la que cayó Osijek.

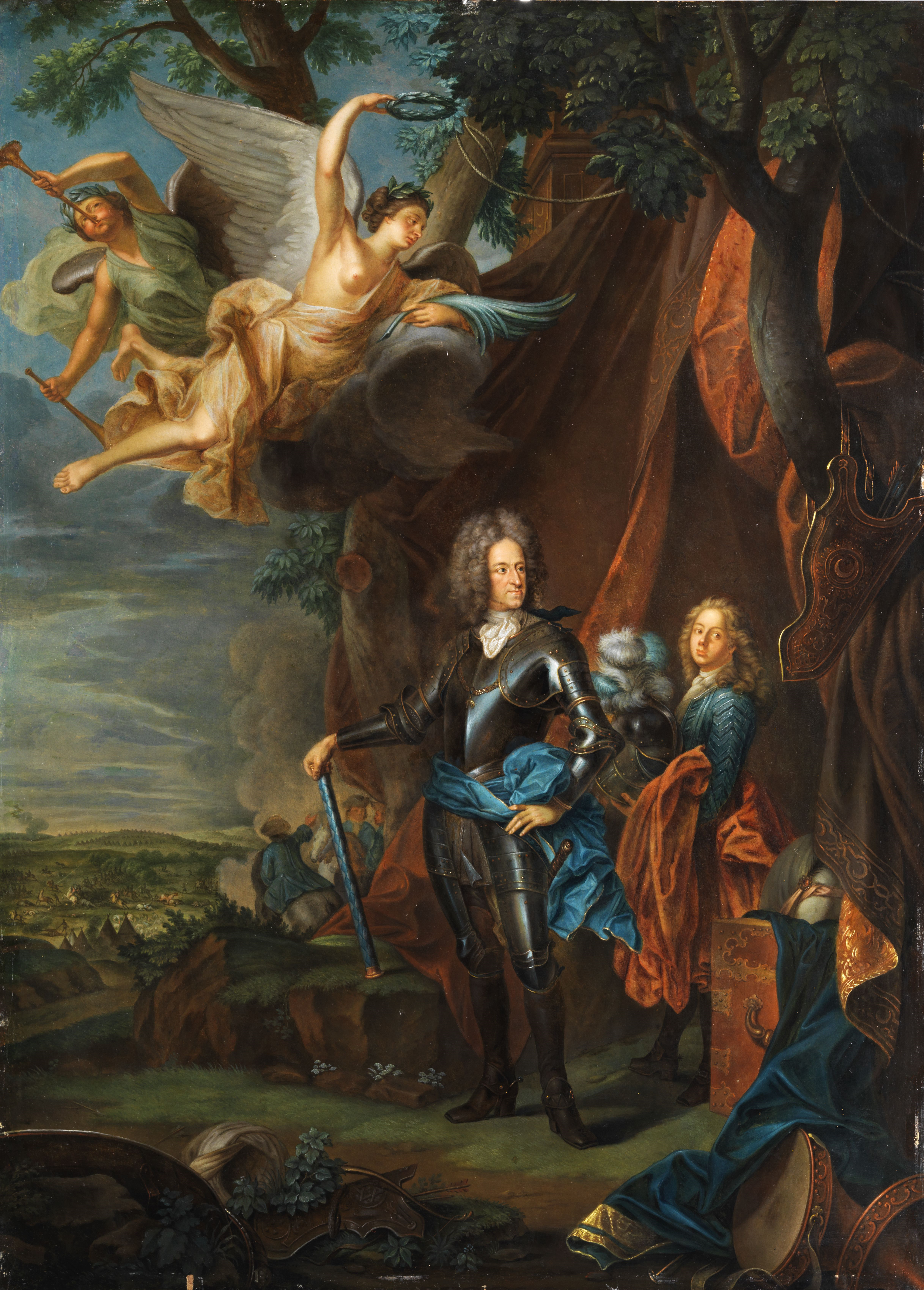
Maximiliano II Manuel de Baviera, obra de Joseph Vivien.

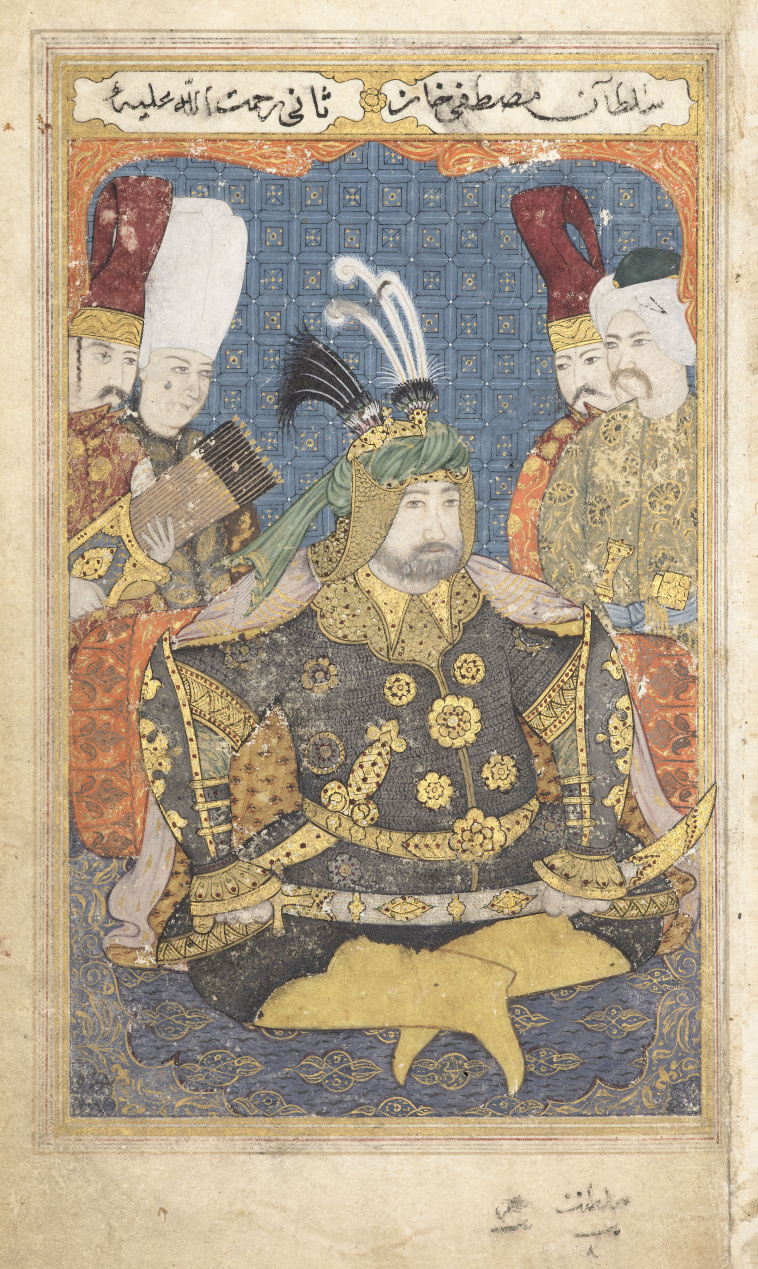
Mustafa II.

Los venecianos se dirigen contra Atenas —donde estalla un polvorín turco que se encontraba en el Partenón, causando su parcial destrucción— que fue tomada. También Patrás y Lepanto caen en manos venecianas, igual que Corinto y Mistrá, solo Malvasia, hasta 1690 queda de Morea en manos turcas.
En el norte los rusos fracasan en el primer intento de invadir Crimea.
Como consecuencia de las derrotas otomanas, una revuelta palatina despojó del trono a Mehmed IV.
Carlos de Lorena entró en Transilvania y ocupó las principales fortalezas.
En septiembre de 1688 Maximiliano II Manuel de Baviera conquistó Belgrado. En 1689 Luis Guillermo de Baden-Baden, con un ejército de 24 000 hombres, venció a los turcos al sur de Belgrado y avanzó hasta Nish.
Parecía que el Imperio Otomano sería desalojado de la mayor parte de los Balcanes, pero el estallido de la Guerra de los Nueve Años detuvo la ofensiva austriaca y el frente se estabilizó.
En 1689 los rusos vuelven a fracasar en Crimea. Pedro I de Rusia aprovecha este fracaso para desacreditar a su hermanastra Sofía Alekséyevna Románova y encarcelarla en un convento.
El nuevo sultán Suleiman II aplastó la rebelión existente en Constantinopla y con la ayuda del Gran Visir Fazil Mustafá restableció el orden en el ejército.
En 1690, tras una revuelta en Transilvania, la mayoría de las tropas austriacas tuvieron que replegarse para enfrentarse a Francia. En julio de 1690 una contraofensiva dirigida por Fazil Mustafá recuperó Nish, Smederevo y Belgrado.
Sin embargo, esta recuperación otomana se detuvo al año siguiente tras la derrota en la batalla de Slankamen, que a pesar de causar grandes bajas en el ejército austriaco —un tercio de las tropas—, se saldó con la derrota otomana y la muerte de Fazil Mustafá.

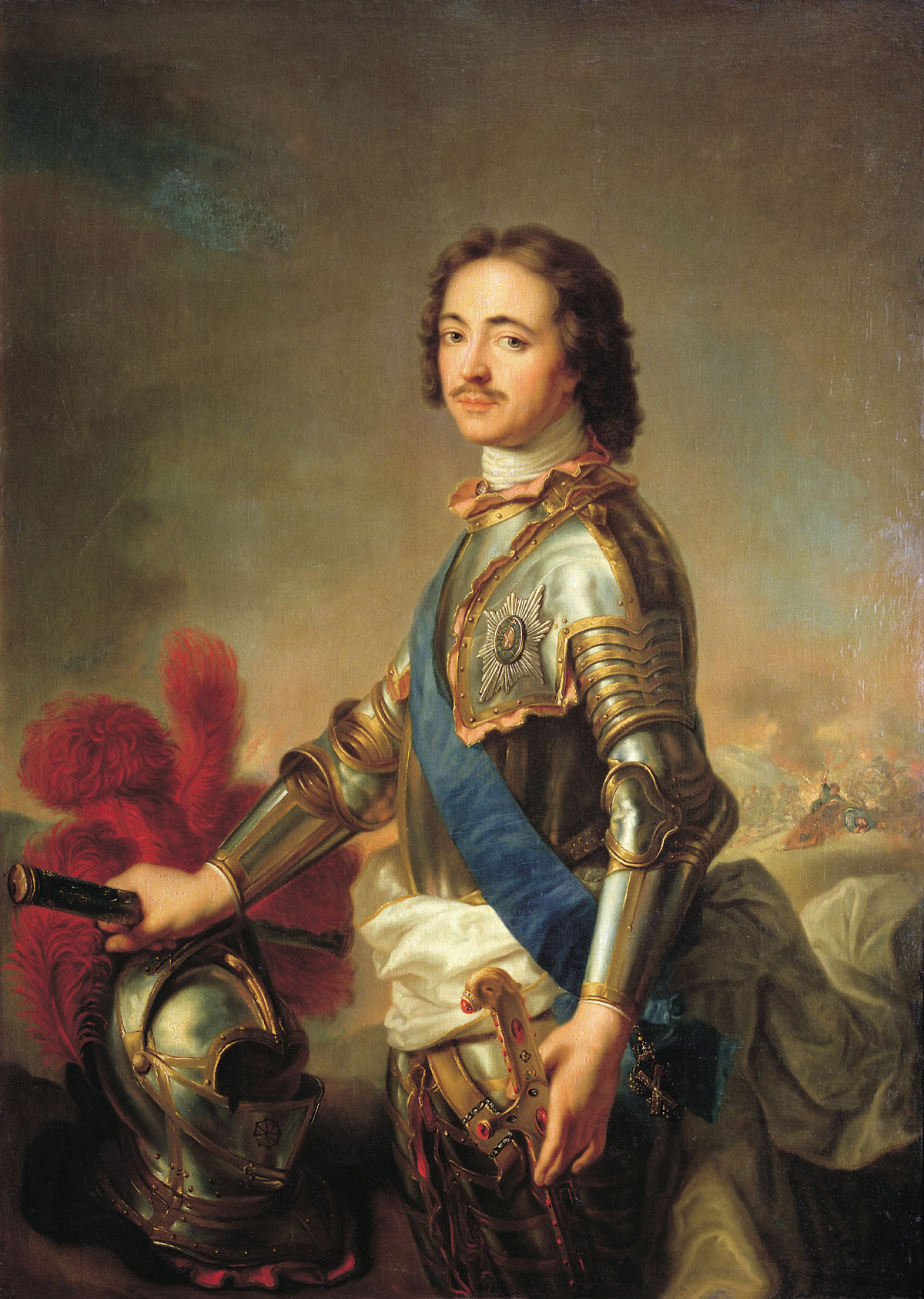
Pedro I de Rusia, obra de Jean-Marc Nattier.

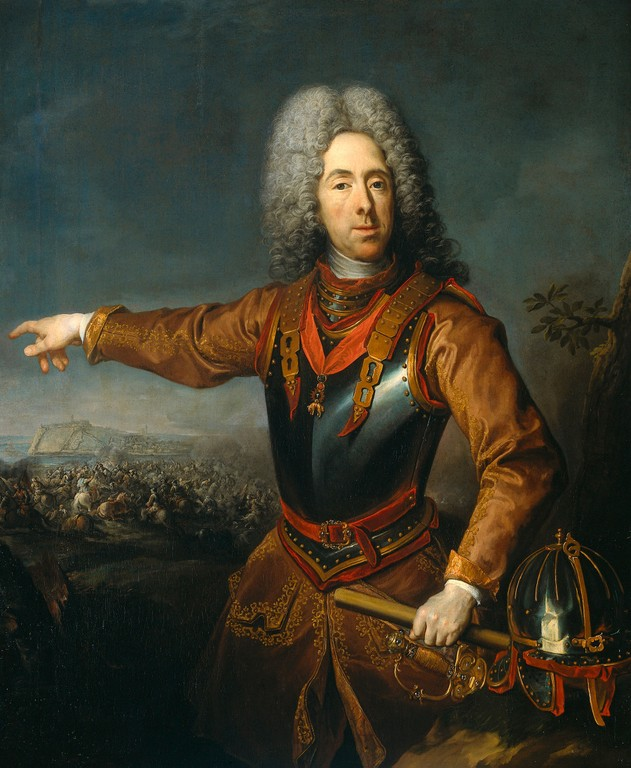
Eugenio de Saboya, obra de Jacob van Schuppen.

Los austriacos conquistaron Grosswardein en 1692, mientras los venecianos fracasan en Creta. En 1693 los austriacos se vieron obligados a levantar el sitio de Belgrado.
En 1694 tras la muerte de Francesco Morosini, el mando de los ejércitos venecianos pasa a manos de Antonio Zeno que logra conquistar Quíos, pero la impopularidad de su dominio provoca un alzamiento que produce su expulsión de la isla el año siguiente.
En 1695 accedió al trono turco Mustafa II. El sultán tomó Lippa y socorrió Timisoara. Rusia fracasa en ocupar Azov.
En 1696 Pedro I de Rusia consigue hacerse con Azov tras regresar con un ejército mayor que el del año anterior y contar con apoyo naval. Leopoldo I envió tropas a Hungría al mando de Eugenio de Saboya. En 1697 Eugenio atacó a Mustafá II logrando la victoria en la batalla de Zenta, en la que los otomanos perdieron 30 000 hombres. Tras esta victoria, atacó a Bosnia, saqueando Sarajevo, pero al estar el año avanzado no pudo avanzar para atacar Timisoara o Belgrado.
En estas condiciones, el Imperio Otomano aceptó la mediación de Inglaterra y las Provincias Unidas, y el 26 de enero de 1699 firmó el Tratado de Karlowitz.

## Tratado de Karlowitz
Por este tratado, el Imperio Otomano entregaba al Emperador el reino de Hungría (salvo el Banato de Timișoara) y Transilvania; Venecia se quedaba con Morea y una parte de la costa dálmata (Knin y Sinj); Rusia obtenía una salida al mar Negro por medio de la plaza de Azov; Polonia recuperaba Podolia y Ucrania del Margen Derecho. Con este tratado se daba por finalizada el último intento turco por expandirse por Europa y fue la última vez que desplegó una política agresiva. Desde la firma del tratado de Karlowitz, el retroceso otomano no se detuvo.